# Eliška Krásnohorská

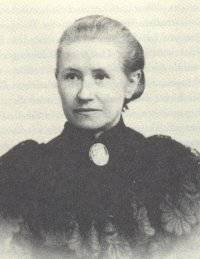
Eliška Krásnohorská

Eliška Krásnohorská, eigentlich Alžběta Pechová (* 18. November 1847 in Prag; † 26. November 1926 ebenda), war eine tschechische Schriftstellerin, Librettistin, Übersetzerin und Aktivistin für Frauenrechte in Böhmen.

## Leben
Eliška Krásnohorská kam aus der Familie eines Handwerkers in Prag, zu der nichts Näheres bekannt ist. Nach dem Tod des Vaters zog sie nach Pilsen und wurde dort Führerin der tschechischen Frauenbewegung. Sie erwarb eine umfangreiche Allgemeinbildung und neben ihren tschechischen und deutschen Sprachkenntnissen auch die Fähigkeit, russische, polnische und englische Texte in die tschechische Sprache zu übersetzen. Nach sieben Jahren Aufenthalt kehrte Krásnohorská wieder nach Prag zurück. Sie soll zeitlebens an rheumatischen Beschwerden erkrankt gewesen sein, die ihr literarisches Wirken beeinflusst haben.
Zum Schreiben und in die Emanzipationsbewegung in Prag führte sie die Schriftstellerin Karolína Světlá ein, mit welcher sie freundschaftlich verbunden war. Krásnohorská war zunächst 1875 bis 1911 Redakteurin der Frauenzeitschrift der Frauenbewegung Ženské listy, später Vorsitzende des Frauenproduktions-Vereins und im Jahr 1890 Mitbegründerin des ersten Mädchengymnasiums Minerva in Prag. Dies war die erste höhere Mädchenschule in der Monarchie Österreich-Ungarn. Der Abschluss ermöglichte auch Frauen ein Studium an einer Hochschule oder Universität, das bisher nur Männern zugänglich war. Auch auf die Zulassungsbedingungen für Absolventinnen des Mädchengymnasiums zum Studium hatte sie maßgeblichen Einfluss. Nach Gründung der Tschechoslowakei im Jahr 1918 wurde Mädchen auch der Zugang zu Lateinschulen möglich. 1924 wurde Krásnohorská als erste Frau zum Mitglied der Tschechischen Akademie der Wissenschaften und Künste gewählt.

## Werk

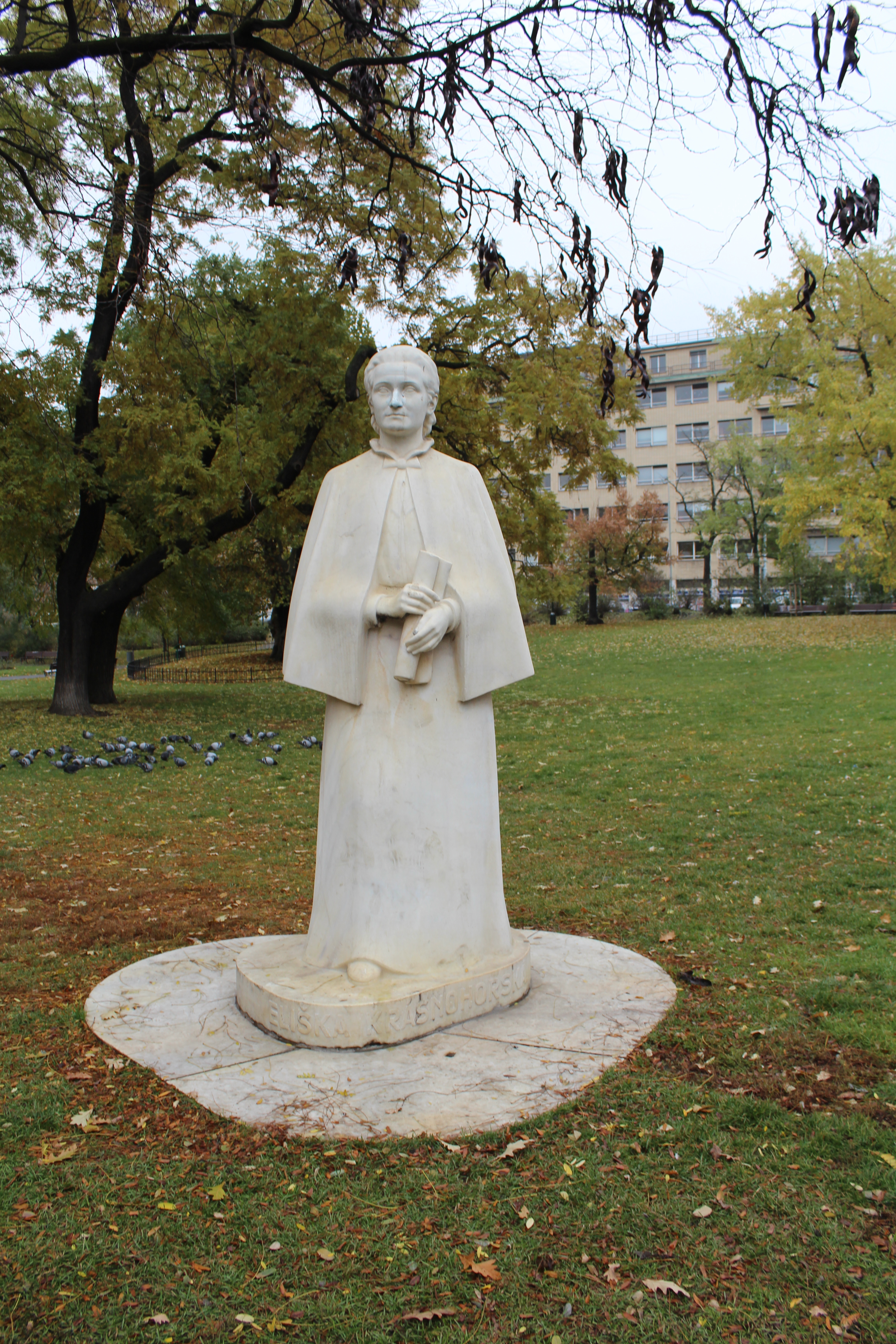
Denkmal für Krásnohorská am Prager Karlsplatz

Krásnohorskás lyrische Poesie, das Pathos ihrer patriotischen Lyrik entsprach dem Zeitgeist der tschechischen Wiedergeburt in der zweiten Hälfte des 19. Jahrhunderts. Vertrauensvolle und reflektierte Gedichte enthält die Sammlung Aus meinem Leben. Künstlerisch am ergreifendsten ist die Sammlung Gedichte aus dem Böhmerwald (1881 ff.) mit ihrem berühmten Gedicht Chodská, aus dem Leben der Choden in Westböhmen. Sie beschrieb in weiteren Werken den Kampf der Slawen im Panslawismus und wandte sich satirisch-kritisch gegen die Gesellschaft des ausklingenden Feudalismus in Die Sagen der Großen. Ihre dramatischen Werke waren weniger erfolgreich und sind fast vergessen. Bessere Verkaufszahlen hatten ihre Mädchenromane, Jugendbücher und die Gedichte aus dem Böhmerwald, den sie aus ihrer Jugend in Pilsen kannte
Krásnohorská verfasste Opernlibretti zu Opern von Bedřich Smetana, Zdeněk Fibich und Karel Bendl. Sie übersetzte unter anderem Alexander Sergejewitsch Puschkins Drama Boris Godunow aus dem Russischen, Werke von Adam Mickiewicz aus dem Polnischen, Emmy von Rhodens Trotzkopf aus dem Deutschen und George Gordon Byrons Childe Harold’s Pilgrimage aus dem Englischen.
Sie war eine Literaturkritikerin mit einem weiten künstlerischen Horizont, war den neuen literarischen Tendenzen des Kosmopolitismus gegenüber ablehnend, hielt eher noch zu den Autoren der Zeitschrift Lumír Verbindung und hatte Erfolg mit ihrer Kritik an der Revue Osvěta.

## Bibliographie
- Gesammelte Werke, 1920 bis 1925 in 4 Bänden erschienen.
- Ausgewählte Werke, 1956 in 2 Bänden erschienen.

### Dichtung
- Z máje žití (1871)
- Ze Šumavy (1873)
- K slovanskému jihu (1880)
- Vlny v proudu (1885)
- Letorosty (1887)
- Šumavský Robinson (1887)
- Bajky velkých (1889)
- Na živé struně (1895)
- Zvěsti a báje (1916)
- Sny o divadle

### Jugendliteratur
- Tři pohádky (1885)
- Svéhlavička (1887), eine freie Übersetzung des deutschen Kinderbuchklassikers Der Trotzkopf.
- Svéhlavička nevěstou (1900)
- Svéhlavička ženuškou (1900)
- Pohádky zimního večera (1901)
- Svéhlavička babičkou (1907)

### Romane
- Célinka

### Memoiren
- Z mého mládí
- Co přinesla léta

### Libretti
- Lejla. Große romantische Oper. Musik (1867): Karel Bendl. UA 1868
- Břetislav. Historische Oper. Musik (1869): Karel Bendl. UA 1870
- Hubička (Der Kuß). Volkstümliche Oper. Musik (1875/76): Bedřich Smetana. UA 1876 Prag
- Blaník. Oper. Musik (1874–77): Zdeněk Fibich. UA 1881
- Tajemství (Das Geheimnis). Komische Oper. Musik (1877/78): Bedřich Smetana. UA 1878 Prag
- Čertova stěna (Die Teufelswand). Komisch-romantische Oper. Musik (1879–82): Bedřich Smetana. UA 1882
- Karel Škréta. Komische Oper. Musik: Karel Bendl. UA 1883
- Viola. Romantische Oper. Musik (1874/75, 1883/84; Fragment): Bedřich Smetana. UA (konzertant) 1899, (szenisch) 1924
- Dítě Tábora (Tabors Kind). Tragische Oper. Musik (1886–88): Karel Bendl. UA 1892

## Ehrungen
In Prag erinnert eine Marmor-Gedenktafel am Haus ihrer Lebens- und Wirkungsstätte in der Resslova Straße čp.1940 5 an die Schriftstellerin. Der Text lautet: „Hier lebte und arbeitete die tschechische  Dichterin Dr.h.c. Eliska Krásnohorská von 1897 - 1912.“
Seit 1931 steht am Karlsplatz in Prag ein von Karla Vobišová-Žáková geschaffenes Denkmal.
Der tschechische Medailleur V.A. Kovanic schuf 1967 eine Bronze-Gedenkmedaille von Eliška Krásnohorská. Diese zeigt auf der Frontseite eine Profilansicht der Schriftstellerin mit umlaufender Textinschrift: Dr. h.c. Eliska Krásnohorská 1847–1926.